# Pedra da Onça
A Pedra da Onça é um afloramento rochoso com 700 metros de altitude, situado entre os municípios de Castelo e Cachoeiro de Itapemirim nos distritos de Monte Pio e São Vicente respectivamente, no estado do Espírito Santo.
A formação rochosa é vizinha da Pedra da Penha, sendo este o ponto mais alto do município Cachoeirense.